# César García Peralta
César Manuel García Peralta (Jarabacoa, 13 de marzo de 1993) es un futbolista dominicano. Juega como defensa. Es internacional con la selección dominicana desde 2010.

## Selección nacional

### Selección absoluta
García hizo su debut internacional absoluto con la selección dominicana de la mano de Clemente Hernández el 14 de octubre de 2010 en la Copa del Caribe contra la selección de las Islas Vírgenes Británicas, en la histórica goleada 17-0.

### Partidos internacionales
Actualizado hasta el 15 de octubre de 2024.
| 1.  | 14-10-2010 | San Cristóbal | República Dominicana         | (17:0) | Islas Vírgenes Británicas | Copa del Caribe 2010              |
| 2.  | 17-10-2010 | San Cristóbal | República Dominicana         | (0:1)  | Dominica                  | Copa del Caribe 2010              |
| 3.  | 08-07-2011 | San Cristóbal | Anguila                      | (0:2)  | República Dominicana      | Eliminatorias Mundial de 2014     |
| 4.  | 10-07-2011 | San Cristóbal | República Dominicana         | (4:0)  | Anguila                   | Eliminatorias Mundial de 2014     |
| 5.  | 20-08-2011 | San Cristóbal | República Dominicana         | (1:0)  | Curazao                   | Amistoso                          |
| 6.  | 21-08-2011 | San Cristóbal | República Dominicana         | (1:0)  | Curazao                   | Amistoso                          |
| 7.  | 02-09-2011 | San Salvador  | El Salvador                  | (3:2)  | República Dominicana      | Eliminatorias Mundial de 2014     |
| 8.  | 06-09-2011 | San Cristóbal | República Dominicana         | (1:1)  | Surinam                   | Eliminatorias Mundial de 2014     |
| 9.  | 07-11-2011 | San Cristóbal | República Dominicana         | (1:2)  | El Salvador               | Eliminatorias Mundial de 2014     |
| 10. | 11-10-2011 | Paramaribo    | Surinam                      | (1:3)  | República Dominicana      | Eliminatorias Mundial de 2014     |
| 11. | 11-11-2011 | San Cristóbal | República Dominicana         | (4:0)  | Islas Caimán              | Eliminatorias Mundial de 2014     |
| 12. | 14-11-2011 | George Town   | Islas Caimán                 | (1:1)  | República Dominicana      | Eliminatorias Mundial de 2014     |
| 13. | 23-09-2012 | Bridgetown    | República Dominicana         | (2:2)  | Aruba                     | Copa del Caribe 2012              |
| 14. | 25-09-2012 | Bridgetown    | Barbados                     | (0:1)  | República Dominicana      | Copa del Caribe 2012              |
| 15. | 27-09-2012 | Bridgetown    | Dominica                     | (1:2)  | República Dominicana      | Copa del Caribe 2012              |
| 16. | 23-10-2012 | Les Abymes    | Guadalupe                    | (0:2)  | República Dominicana      | Copa del Caribe 2012              |
| 17. | 25-10-2012 | Les Abymes    | Martinica                    | (1:1)  | República Dominicana      | Copa del Caribe 2012              |
| 18. | 27-10-2012 | Les Abymes    | Puerto Rico                  | (1:3)  | República Dominicana      | Copa del Caribe 2012              |
| 19. | 07-12-2012 | Saint John    | Antigua y Barbuda            | (1:2)  | República Dominicana      | Copa del Caribe 2012              |
| 20. | 09-12-2012 | Saint John    | Haití                        | (2:1)  | República Dominicana      | Copa del Caribe 2012              |
| 21. | 11-12-2012 | Saint John    | Trinidad y Tobago            | (2:1)  | República Dominicana      | Copa del Caribe 2012              |
| 22. | 14-08-2013 | Santo Domingo | República Dominicana         | (0:4)  | Costa Rica                | Amistoso                          |
| 23. | 30-08-2013 | San Salvador  | El Salvador                  | (2:0)  | República Dominicana      | Amistoso                          |
| 24. | 03-09-2014 | Saint John    | San Vicente y las Granadinas | (1:0)  | República Dominicana      | Copa del Caribe 2014              |
| 25. | 05-09-2014 | Saint John    | Antigua y Barbuda            | (2:1)  | República Dominicana      | Copa del Caribe 2014              |
| 26. | 07-09-2014 | Saint John    | República Dominicana         | (10:0) | Anguila                   | Copa del Caribe 2014              |
| 27. | 11-06-2015 | Santo Domingo | República Dominicana         | (1:2)  | Belice                    | Eliminatorias Mundial de 2018     |
| 28. | 07-06-2016 | Santo Domingo | República Dominicana         | (2:1)  | Guayana Francesa          | Copa del Caribe 2016              |
| 29. | 05-10-2016 | Couva         | Trinidad y Tobago            | (4:0)  | República Dominicana      | Copa del Caribe 2016              |
| 30. | 14-08-2019 | Santiago      | República Dominicana         | (0:0)  | Guatemala                 | Amistoso                          |
| 31. | 07-09-2019 | Lookout       | Montserrat                   | (2:1)  | República Dominicana      | Liga de Naciones 19/20            |
| 32. | 10-09-2019 | Santiago      | República Dominicana         | (1:0)  | El Salvador               | Liga de Naciones 19/20            |
| 33. | 12-10-2019 | Santo Domingo | República Dominicana         | (3:0)  | Santa Lucía               | Liga de Naciones 19/20            |
| 34. | 15-10-2019 | Santo Domingo | República Dominicana         | (0:0)  | Montserrat                | Liga de Naciones 19/20            |
| 35. | 19-11-2019 | San Salvador  | El Salvador                  | (2:0)  | República Dominicana      | Liga de Naciones 19/20            |
| 36. | 02-06-2022 | Belmopán      | Belice                       | (0:2)  | República Dominicana      | Liga de Naciones Concacaf 2022/23 |
| 37. | 15-11-2022 | Santiago      | República Dominicana         | (2:4)  | Cuba                      | Amistoso                          |
| 38. | 24-03-2023 | Cayena        | Guayana Francesa             | (1:1)  | República Dominicana      | Liga de Naciones Concacaf 2022/23 |
| 39. | 27-03-2023 | San Cristóbal | República Dominicana         | (2:0)  | Belice                    | Liga de Naciones Concacaf 2022/23 |
| 40. | 16-06-2023 | Viña del Mar  | Chile                        | (5:0)  | República Dominicana      | Amistoso                          |
| 41. | 08-09-2023 | Santo Domingo | República Dominicana         | (0:2)  | Nicaragua                 | Liga de Naciones Concacaf 2023/24 |
| 42. | 12-09-2023 | Santo Domingo | República Dominicana         | (3:0)  | Montserrat                | Liga de Naciones Concacaf 2023/24 |
| 43. | 13-10-2023 | Bridgetown    | Barbados                     | (0:5)  | República Dominicana      | Liga de Naciones Concacaf 2023/24 |
| 44. | 16-10-2023 | Santiago      | República Dominicana         | (5:2)  | Barbados                  | Liga de Naciones Concacaf 2023/24 |
| 45. | 21-11-2023 | Managua       | Nicaragua                    | (0:0)  | República Dominicana      | Liga de Naciones Concacaf 2023/24 |
| 46. | 26-03-2024 | Lima          | Perú                         | (4:1)  | República Dominicana      | Amistoso                          |
| 47. | 06-06-2024 | Kingston      | Jamaica                      | (1:0)  | República Dominicana      | Eliminatorias Mundial de 2026     |
| 48. | 07-09-2024 | Saint John    | Bermudas                     | (2:3)  | República Dominicana      | Liga de Naciones Concacaf 2024/25 |
| 49. | 10-09-2024 | Saint John    | República Dominicana         | (2:0)  | Dominica                  | Liga de Naciones Concacaf 2024/25 |
| 50. | 12-10-2024 | Hamilton      | Antigua y Barbuda            | (0:5)  | República Dominicana      | Liga de Naciones Concacaf 2024/25 |
| 51. | 15-10-2024 | Hamilton      | República Dominicana         | (5:0)  | Antigua y Barbuda         | Liga de Naciones Concacaf 2024/25 |

| Selección dominicana | Selección dominicana | Selección dominicana | Selección dominicana |
| Año                  | Partidos             | Goles                |                      |
| -------------------- | -------------------- | -------------------- | -------------------- |
| 2012                 | 2                    | 0                    |                      |
| 2011                 | 10                   | 1                    |                      |
| 2012                 | 9                    | 1                    |                      |
| 2013                 | 1                    | 0                    |                      |
| 2014                 | 4                    | 0                    |                      |
| 2015                 | 1                    | 0                    |                      |
| 2016                 | 2                    | 0                    |                      |
| 2019                 | 6                    | 0                    |                      |
| 2022                 | 2                    | 0                    |                      |
| 2023                 | 8                    | 0                    |                      |
| 2024                 | 6                    | 2                    |                      |
| Total                | 51                   | 4                    |                      |

## Clubes
| Club                  | País                 | Año       |
| --------------------- | -------------------- | --------- |
| Jarabacoa FC          | República Dominicana | 2010-2011 |
| Puerto Rico Islanders | Puerto Rico          | 2012      |
| Jarabacoa FC          | República Dominicana | 2012-2013 |
| Bayamón F.C.          | República Dominicana | 2013      |
| Jarabacoa FC          | República Dominicana | 2014      |
| Bauger FC             | República Dominicana | 2015      |
| Cibao FC              | República Dominicana | 2016-2020 |
| Jarabacoa FC          | República Dominicana | 2020      |
| Real Santa Cruz       | Bolivia              | 2021-2023 |
| Oriente Petrolero     | Bolivia              | 2023-2025 |

## Palmarés

### Títulos internacionales
| Título                         | Club     | Confederación | Año  |
| ------------------------------ | -------- | ------------- | ---- |
| Campeonato de Clubes de la CFU | Cibao FC | CFU           | 2017 |